# Sandmännchen

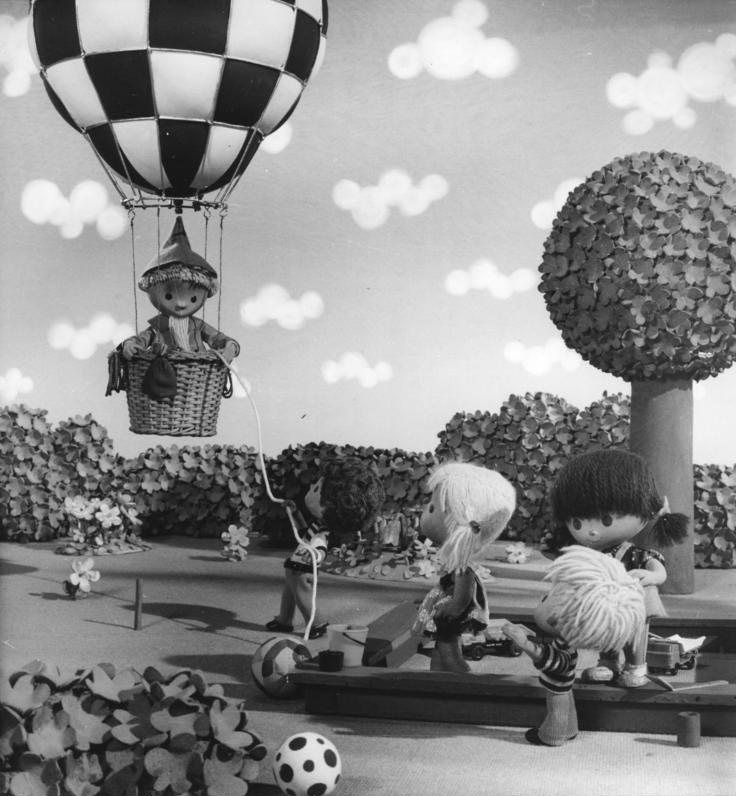
El 25º cumpleaños del Sandmännchen.

Sandmännchen (alemán, literalmente hombrecito de la arena) es una famosa serie de televisión alemana para niños. Está basada en el sujeto del Sandman (literalmente hombre de arena), una figura de cuento que arroja arena mágica a los ojos de los niños para que se duerman. Los episodios se han emitido desde 1959 diariamente en varios canales de televisión alemana sobre las seis o siete de la tarde y se suponen ser cuentos para dormir. El borrador fue ideado por Ilse Obrig y Johanna Schüppel en 1959. Durante la separación de Alemania existieron dos versiones del Sandmännchen.

## Historia
Ilse Obrig ya había realizado un programa de cuentos para dormir en una emisora de radio de Alemania Oriental. En 1958 ese se convirtió en un programa de televisión que fue emitido por la DFF, la televisión nacional de Alemania Oriental. Después de que Ilse Obrig cambiara de emisora y empezase a trabajar para SFB, la emisora de Berlín Oeste en Alemania Occidental, se le ocurrió la idea de la figura Sandmännchen. Junto a la autora y diseñadora de muñecas Johanne Schüppel, diseñó la figura y trazó la estructura de la serie.
Antes de que el programa fuera lanzado, la televisión de Alemania Oriental se dio cuenta de la idea y la copió. Finalmente lograron lanzar el Sandmännchens Gruß für Kinder (Saludo del Sandmännchen para niños) en Alemania Oriental el 22 de noviembre de 1959, nueve días antes que en Alemania Occidental (1 de diciembre).
Las dos versiones del mismo programa fueron emitidas hasta la Reunificación alemana en 1990. La emisión del Sandmännchen en Alemania Oriental se suspendió, pero fue reanudada poco después por protestas de los espectadores. Como consecuencia de la unificación de los canales públicos de los dos estados alemanes, las series Sandmännchen del este y del oeste fueron unificadas también. Desde 1991 una versión común con las características de la versión oriental ha sido emitida en toda Alemania.

## Estructura y realización
Como marco del guion de cada episodio, la historia comienza con un breve saludo del Sandmännchen que cuenta la historia a los niños. Después de la historia, el Sandmännchen aparece de nuevo y pide a los niños irse a dormir, usando su arena mágica como encantamiento, y cantándoles una nana para ayudarles a conciliar el sueño.